# Платонов Борис Вікторович
Борис Вікторович Платонов, біл. Барыс Віктаравіч Платонаў (* 24 липня 1903, Мінськ — 15 лютого 1967, Мінськ) — білоруський актор, Народний артист Білорусі (1946), Народний артист СРСР (1948).

## Біографія
З 1920 рацював у театральному колективі при «Білоруській хатці», у Театрі революційної сатири в Мінську. З 1922 у Білоруському театрі імені Янка Купали (у 1961-63 художній керівник). З 1965 завідавач кафедри у Білоруському театрально-мистецькому інституті.
Депутат Верховної Ради БСРС V—VI скликань.

## Творчість
Актор широкого творчого діапазону, великої сценічної чарівності, видатний майстер перевтілення. Поєднував тонкий психологічний малюнок ролі з зовнішньою театральною яскравісцю.
Грав ролі героїв, гостросатиричні, характерні, драматичні і трагічні. Серед зіграних ролей:
| Автор                                | Твір                  | Роль               |
| ------------------------------------ | --------------------- | ------------------ |
| Фурманов і Паліванов                 | Бунт                  | Яриськін           |
| Корнійчук                            | Фронт, Крила          | Агньов, Рамадан    |
| Мавзон (Державна премія СРСР, 1948)  | Костянтин Заслонов    | Костянтин Заслонов |
| Кропива                              | Хто сміється останнім | Зьолкін            |
| Кропива (Державна премія СРСР, 1952) | Співають жайворонки   | Тумілович          |
| Купала                               | Павлінка              | Биковський         |
| Островський                          | Прибуткове місце      | Жадов              |
| Горький                              | Остання               | Петро              |
| Пагодін                              | Кремлівські куранти   | Забєлін            |
| Макаєнко                             | Левониха на орбіті    | Левон              |
| Фігейреду                            | Лисиця і виноград     | Езоп               |

Виступав на Білоруському радіо зчитання прозових та поетичних творів («Курган» Я. Купали та ін.). Знявся у фільмах «Кастусь Калиновський», «Пісня весни», «Співають жайворонки», «Хто сміється останнім» та інш. Про В. А. Платонова знято документальний фільм «Думки і образи» (1965).

## Нагороди
Нагороджений орденим Леніна.